# Łucja Frey

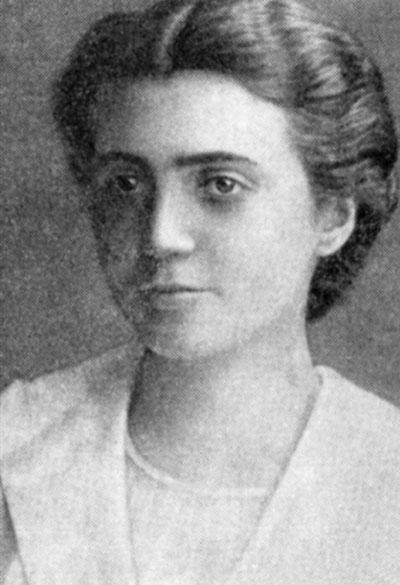
Łucja Frey in 1919

Łucja Frey-Gottesman (Lemberg, 3 november 1889 – aldaar, 24 augustus 1942) was een Joods-Poolse neuroloog naar wie het syndroom van Frey genoemd is.
Na een studie filosofie in Lemberg (het tegenwoordige Lviv in Oekraïne) tussen 1908 en 1913, werkte ze enige jaren als lerares. Van 1917 tot 1929 studeerde ze medicijnen in Lemberg en rondde dat af met een specialisatie neurologie in Warschau.
Tot 1941 was ze werkzaam als neuroloog in het Israelitischen Spital in Lemberg. Vervolgens werkte ze in de polikliniek van het getto in deze plaats. Rond 24 augustus werd ze vermoord, hetzij bij de ontruiming van het Getto van Lemberg, hetzij na transport naar het vernietigingskamp Bełżec.